# Ning Kaiyu
Ning Kaiyu (* 10. September 2004 in Kaifeng, Henan) ist eine chinesische Schachspielerin.
2015 gewann sie in Pattaya die FIDE-U11-Weltmeisterschaft für Schülerinnen. 2018 konnte sie in Porto Carras die Jugendweltmeisterschaft in der Altersklasse U14 weiblich gewinnen, wofür ihr der Titel FIDE-Meister der Frauen (WFM) verliehen wurde. Im September 2019 wurde Ning Kaiyu zur Internationalen Meisterin der Frauen (WIM) ernannt, die erforderlichen Normen erzielte sie alle mit Übererfüllung:bei der asiatischen Frauenmeisterschaft 2018 in Makati City, bei der chinesischen Einzelmeisterschaft der Frauen 2019 in Xinghua sowie bei der chinesischen Mannschaftsmeisterschaft der Frauen 2019 in Daqing.
In der chinesischen Mannschaftsmeisterschaft spielte sie erfolgreich seit der Saison 2017 für den ostchinesischen Verein Shandong Jingzhi. In der Saison 2019 besiegte sie dort und anderem Ex-Weltmeisterin Tan Zhongyi und Großmeisterin Bela Chotenaschwili.
Für die chinesische Frauennationalmannschaft hatte sie Einsätze bei einem Länderkampf zwischen China und Russland in Moskau im November 2019.
Ihre bisher höchste Elo-Zahl betrug 2387 (Stand: Oktober 2022). Sie lag damit auf dem neunten Platz der chinesischen Elo-Rangliste der Frauen sowie dem 63. Platz der Frauen-Elo-Rangliste der FIDE.